# Cobold
COBOLD war der Name eines Kleincomputers, der im März 1983 von der westdeutschen Zeitschrift Elrad vorgestellt wurde. Er wurde von einer Artikelserie als Bauanleitung (Ausgaben 3, 4 und 5 1983) begleitet und war zudem der Grundstein für eine Reihe weiterer, zumeist spezialisierter Kleincomputer, wie dem CEPAC-65 (CMOS-Version, nur eine Platine) und dem SET-65 (Adapter mit EPROM-Brenner und Tastatur/Display für CEPAC-65), die sich vor allem für Steuerungs- und Entwicklungszwecke eigneten. Die Artikel und das Handbuch wurden von Christian Persson geschrieben.

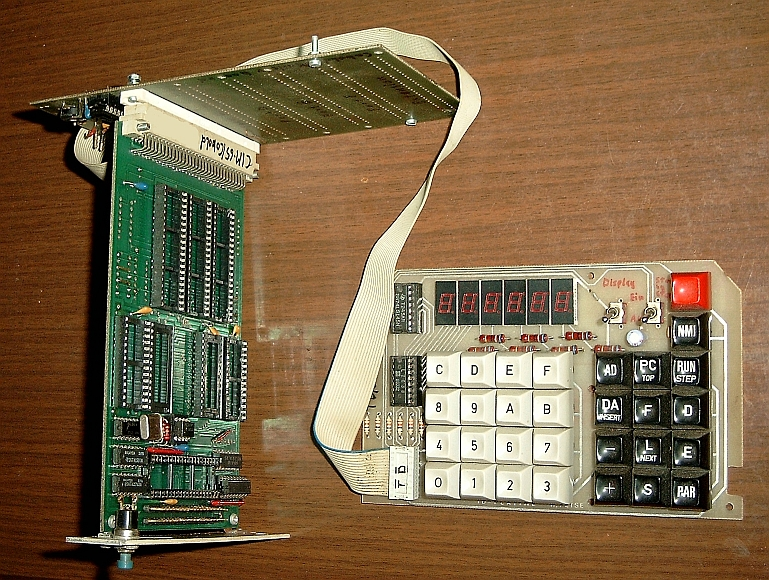
Kleincomputer COBOLD

Die 1980er Jahre waren eine Zeit des Wildwuchses der Homecomputer. Es gab teils große Preis- und Leistungsunterschiede und fast keine Standards. Daher gab es einige solcher Anleitungen, mit denen sich der Hobbyist einen Computer günstig selbst bauen und erweitern konnte und mit diesem die Grundlagen der Programmierung lernte. Denn ein Standard-PC, zudem noch ein Markengerät, war für Privatleute nahezu unerschwinglich.
Zum COBOLD gab es, im Gegensatz zu vielen anderen, ein Handbuch, das zugleich Dokumentation und Lehrbuch war.
In der kleinsten Ausbaustufe war er bereits in der Lage, Programme auf einem Kassettenrecorder zu speichern, über ein serielles Interface und ein Terminal einen Bildschirm-Editor anzubieten, sowie über freie Portleitungen externe Hardware anzusteuern. Dies beinhaltete 2 KB Ram und 16 I/O-Leitungen.
Die notwendige Busplatine und die Menge von max. 48 I/O-Ports machten den COBOLD damals zu einem flexibel einsetzbaren Kleincomputer für universellen Einsatz. Danach erschienen in der ELRAD einige Artikel (genannt COBOLD-Bits) in der Rubrik Computing Today, aus der später die Zeitschrift c’t hervorging.

## Bestandteile
Der Computer bestand aus insgesamt drei Platinen im Europakarten-Format (160*100 mm):
- Prozessorboard mit CPU, ROM, RAM, und Peripherieanschlüssen
- Busplatine mit Interface
- TD-Karte mit Tastatur und Display

Ein Gehäuse war nicht vorgesehen.

## Technische Daten
Die Prozessorplatine war eigentlich bereits der komplette Computer. Sie hatte Platz für einen Prozessor vom Typ 6502 in der NMOS- oder CMOS-Variante, der dann auch im Commodore VC20 und Atari 800 XL Verwendung fand und als 6510 im bekannten C-64. Der Systemtakt betrug 1 MHz, konnte aber bis 4 MHz (mit passenden Bauteilen) erreichen. Weiter waren in der Grundausbaustufe ein statisches RAM (SRAM) von 2 KB Größe und ein ROM von 4 KB Größe mit dem Betriebssystem vorhanden. Dazu gehörte einer von bis zu drei Ein-/Ausgabe-Bausteinen vom Typ  6532. Dieser RIOT genannte Baustein hatte 128 Byte RAM, 16 I/O-Ports und mehrere Timer. Als Adressdekoder diente (im Gegensatz zu seinen Zeitgenossen) hier ein PROM, mit dem die Chip-Select-Signale erzeugt wurden. Ein Taktgenerator (s. o.) durfte natürlich nicht fehlen, und über Steckfelder war eine Anpassung an verschiedene RAM/ROM-Typen möglich. Die Platine hatte eine 44-polige Stiftleiste für den Prozessorbus und eine 64-polige Steckleiste (nach DIN 41612 Typ C) zur Verbindung mit der Busplatine, über die alle Ports herausgeführt sind.
Die Busplatine enthielt bereits Lochungen für 5 Porterweiterungen mit 64-poligen Steckleisten. Allerdings musste nur eine bestückt werden für die Prozessorplatine. Weiter waren an einem Rand ein Spannungsregler, ein Kassettenrecorder-Interface zur Datenspeicherung und ein serieller Anschluss für ein Terminal vorhanden.
Die Tastatur-Display-Karte enthielt zwei Blöcke an Eingabetasten, zwei Blöcke LED-Sieben-Segment-Displays sowie zwei Kippschalter.
Der Displayteil war unterteilt in eine vierstellige Adressanzeige und eine zweistellige Datenanzeige. Rechts daneben befand sich ein Kippschalter zur Abschaltung der Anzeigen und einer für den Einzelschrittmodus. Darunter befanden sich 16 Datentasten für die Eingabe von hexadezimalen Werten und rechts ein Block mit Steuertasten.